# Franscope
Le Franscope est un procédé de prise de vues et de projection inventé en France en 1953 qui consiste à anamorphoser (comprimer) l'image à la prise de vue, pour la désanamorphoser à la projection. La pellicule était en format 35 mm. Ce procédé a été utilisé jusqu'en 1970.
La société française DIC (Distribution internationale cinématographique), commercialise le procédé dans différents pays. Il prend le nom de Franscope pour le marché français.
Franscope est le procédé anamorphique le plus populaire en France, avec son rival DyaliScope. Outre les productions de la Nouvelle Vague, des films à succès commercial ont également été tournés, notamment avec Louis de Funès.
Le procédé a été également utilisé dans le cinéma ouest-allemand dans les années 1960.

## Films tournés en Franscope
- 1955 : Mademoiselle de Paris de Walter Kapps
- 1955 : Les Nuits de Montmartre de Pierre Franchi
- 1955 : M'sieur la Caille de André Pergament
- 1956 : Les Assassins du dimanche de Alex Joffé
- 1956 : Mannequins de Paris de André Hunebelle
- 1957 : Tahiti ou la Joie de vivre de Bernard Borderie
- 1957 : Paris Music Hall de Stany Cordier
- 1957 : Casino de Paris de André Hunebelle
- 1958 : Ces dames préfèrent le mambo de Bernard Borderie
- 1958 : L'Eau vive de François Villiers
- 1958 : Le Gorille vous salue bien de Bernard Borderie
- 1959 : La Jument verte de Claude Autant-Lara
- 1961 : Une femme est une femme de Jean-Luc Godard[2]
- 1961 : Lola de Jacques Demy
- 1962 : Jules et Jim de François Truffaut[3]
- 1963 : Le Mépris de Jean-Luc Godard[4]
- 1964 : Cent mille dollars au soleil de Henri Verneuil[5]
- 1965 : Fantômas se déchaîne de André Hunebelle
- 1965 : Le Corniaud de Gérard Oury
- 1967 : Fantômas contre Scotland Yard de André Hunebelle
- 1967 : Les Grandes Vacances de Jean Girault
- 1967 : Oscar de Édouard Molinaro
- 1968 : Le Tatoué de Denys de La Patellière
- 1968 : Le Petit Baigneur de Robert Dhéry
- 1968 : Le Gendarme se marie de Jean Girault
- 1969 : Le Cerveau de Gérard Oury
- 1969 : Hibernatus d'Édouard Molinaro
- 1970 : L'Homme orchestre de Serge Korber

### Conférence
- [vidéo] CinemaScope, DyaliScope, FranScope : l’aventure du Scope français dans les années 1950 et 1960. Conférence d’Olivier Rousseau sur Vimeo, 2017, Cinémathèque française.